# Ophrys ozantina
Ophrys ozantina är en orkidéart som beskrevs av Gennaio. Ophrys ozantina ingår i ofryssläktet, och familjen orkidéer.
Artens utbredningsområde är Italien. Inga underarter finns listade i Catalogue of Life.